# Laomenes nudirostris
Laomenes nudirostris is een garnalensoort uit de familie van de Palaemonidae. De wetenschappelijke naam van de soort is voor het eerst geldig gepubliceerd in 1968 door Bruce.